# Rani ki vav
Rani ki vav – studnia schodkowa z XI wieku nad rzeką Saraswati w Patanie w stanie Gudźarat w Indiach, wyróżniająca się mistrzostwem skomplikowanych rozwiązań technicznych i pięknem detalu architektonicznego.

## Historia
Studnia została wybudowana przez królową Udajamati dla upamiętnienia męża – Bhimdeva I, założyciela dynastii Solanki. Królowa zleciła budowę w ok. 1063 roku. Najprawdopodobniej jeszcze przez ukończeniem budowy studnię zalały wody Saraswati. Rzeka zalewała obiekt regularnie, nanosząc muł i szlam, tak, że w XIX wieku bogata struktura architektoniczna nie była w ogóle widoczna. Odsłonięta i cały czas w użyciu była jedynie cysterna z wodą ze studni. Pierwsze prace archeologiczne podjęto w latach 30. XX wieku, jednak dopiero w latach 80. XX wieku odsłonięto całość. Płaskorzeźby zdobiące studnię zachowały się w bardzo dobrym stanie, zakonserwowane przez szlam, na niektórych zachowały się ślady farby, niewidoczne jednak dla ludzkiego oka.
W 2014 roku studnia została wpisana na listę światowego dziedzictwa UNESCO.

## Architektura
Studnia przypomina kształtem odwróconą świątynię, z 7 bogato rzeźbionymi kondygnacjami schodów z ponad 1500 płaskorzeźbami o motywach religijnych, mitologicznych i świeckich. Każdą kondygnację i wnętrze studni obiega horyzontalny fryz.
Jednym z motywów rzeźbiarskich jest 10 wcieleń boga Wisznu i niemal identycznie przedstawionych postaci ascetów sadhu oddających cześć Wisznu oraz zróżnicowanych postaci tancerek – apsar. Podczas gdy postaci apsar zdobią wiele studni w regionie, motyw Wisznu i sadhu jest charakterystyczny dla obiektu w Patanie. Jednakże nigdzie indziej nie spotyka się tak wielu przedstawień apsar w jednym miejscu. Jedne z najbardziej charakterystycznych płaskorzeźb znajdują się na ogromnych blokach skalnych przy wejściu do studni – reliefy te odwzorowują wzory tekstyliów z regionu: kwadraty czakla używane do zdobienia nakryć, wzory paczi pati do zdobienia gzymsów i wzory torana na paskach tkanin przystrajających drzwi wejściowe do domów.
Na dnie budowli znajduje się zbiornik o wymiarach 9,5 na 9,4 m i głębokości 23 m. Głęboka na 30 m studnia właściwa o średnicy 10 m jest w części zachodniej.